# Модем

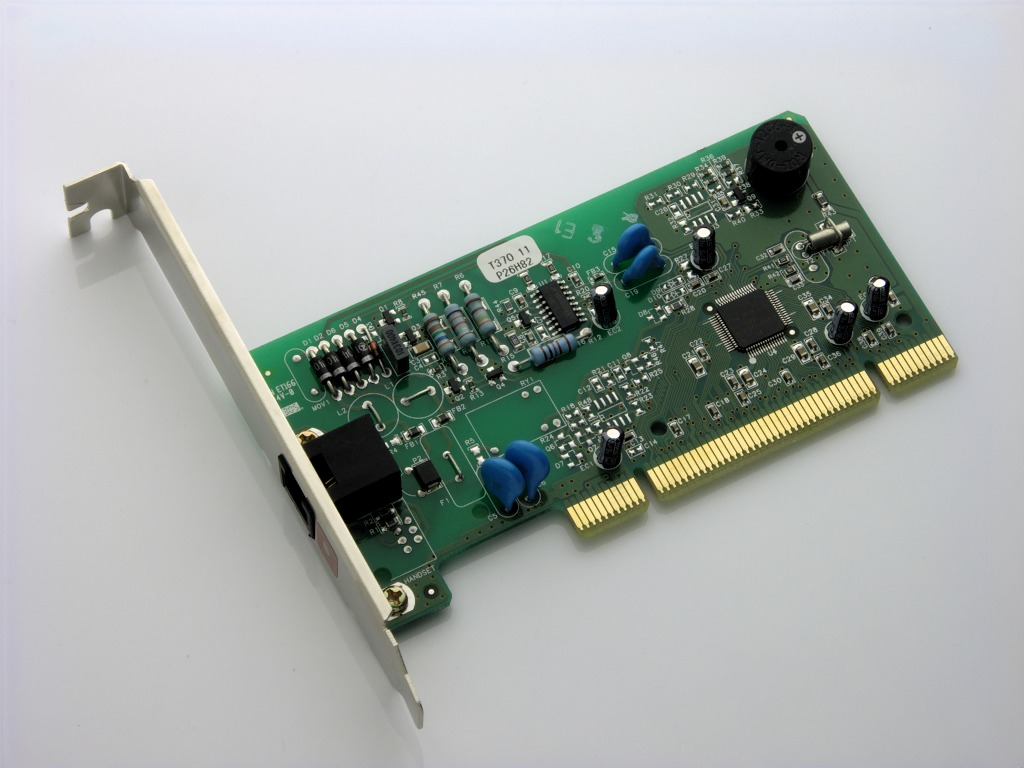
Внутрішній модем для шини PCI

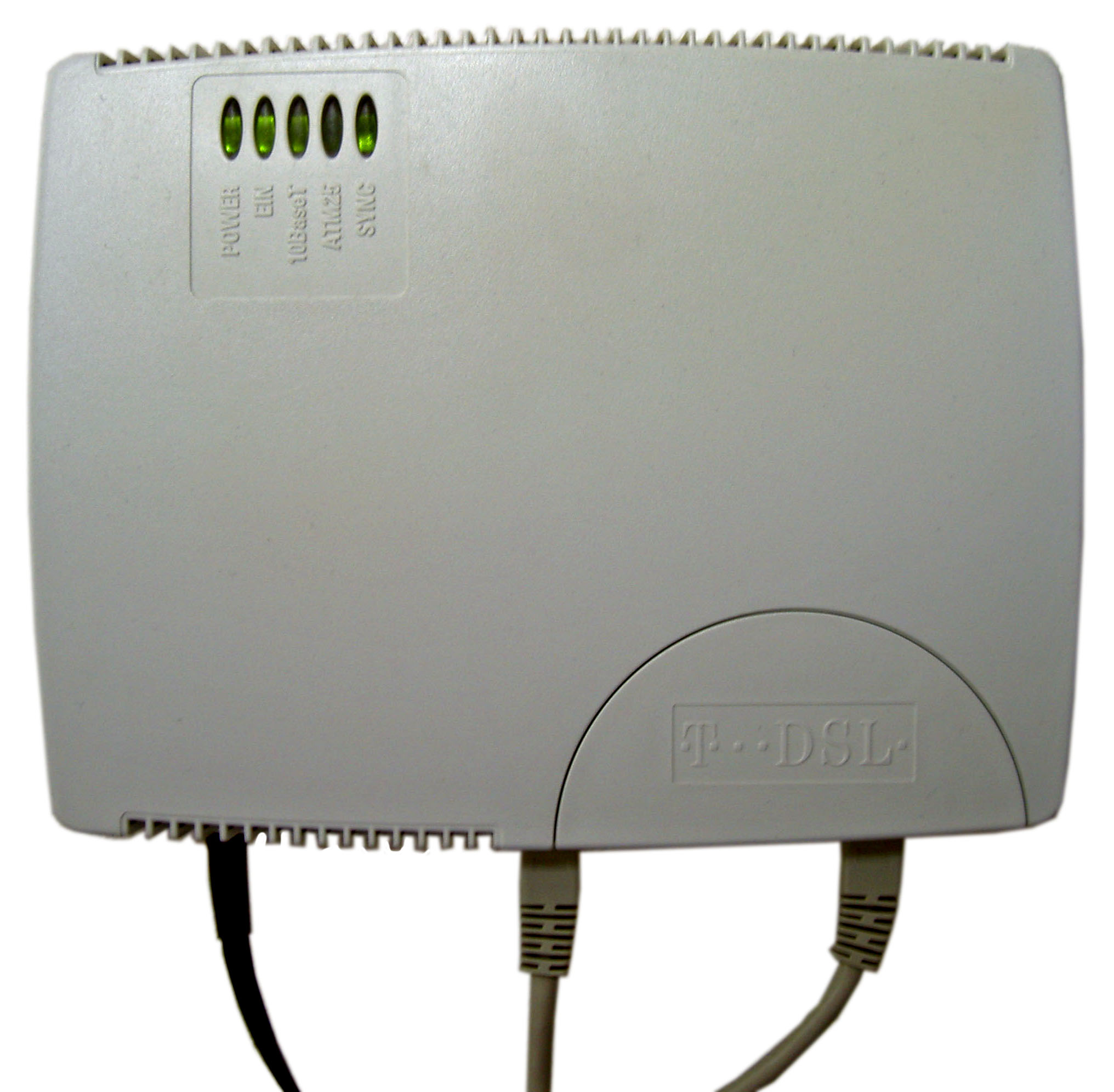
ADSL модем

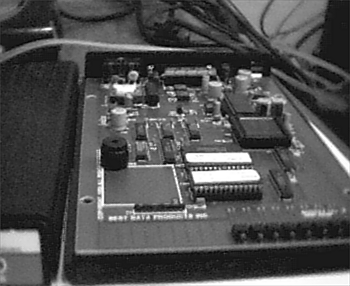
Зовнішній модем

Моде́м (Modem — скорочення від «модулятор-демодулятор») — пристрій зв'язку для перетворення сигналу за допомогою процесів модуляції (зміна параметрів електромагнітного коливання за законом інформаційного повідомлення) та протилежному йому демодуляції, що дозволяє комп'ютеру передавати дані по телефонній лінії; він є пристроєм узгодження у телекомунікаційних системах, системах автоматичного керування тощо. Модеми, що застосовуються в комп'ютерній техніці, бувають внутрішні (що встановлюються всередині системного блока) та зовнішні (що встановлюються ззовні).

## Історія виникнення модемів
Компанія AT&T Dataphone Modems в Сполучених Штатах була частиною SAGE (ППО-системи) в 50-х роках. Вона сполучала термінали на різних повітряних базах, радарах і контрольних центрах з командними центрами SAGE, розкиданими по США і Канаді.
SAGE використовувала виділені лінії зв'язку, але пристрої на кожному з кінців цих ліній були такими ж за принципом як сучасні модеми.
Першим модемом для персональних комп'ютерів став пристрій компанії Hayes Microcomputer Products, яка в 1979 році випустила Micromodem II для персонального комп'ютера Apple II. Модем коштував 380 дол. і працював із швидкістю 110/300 б/сек.
У 1981 році фірма Hayes випустила модем Smartmodem 300 б/сек, система команд якого стала стандартом де-факто.

## Загальні відомості
Модем (модулятор/демодулятор) перетворює цифрові сигнали, які надходять від комп'ютера в аналогові для передачі по телефонних лініях зв'язку. Модеми працюють в парі: на іншому кінці з'єднання потрібен інший модем, який перетворює аналоговий сигнал в цифровий. Термін «модем» закріпився в основному для позначення інтелектуальних модемів призначених для роботи з телефонною лінією. Це є складний пристрій, в який входять згадані вище модулятор і демодулятор, але вони слугують лише функціональними вузлами. Модем складається з адаптерів портів канального і DTE-DCE інтерфейсів; універсального (PU), сигнального (DSP) і модемного процесорів; постійного (ПЗП, ROM), постійного енергонезалежного перепрограмованого (ППЗП, ERPROM) оперативного (ОЗП, RAM) запам'ятовуючих пристроїв і схеми індикаторів стану модему.
На модулятор подається вихідний цифровий сигнал, який перетворює його в серію аналогових сигналів, які по лінії зв'язку передаються демодуляторові. Він, в свою чергу, перетворює ці сигнали у вихідні (цифрові).
Модеми застосовуються там, де лінія зв'язку не дозволяє надійно передавати цифровий сигнал простою зміною амплітуди. Швидкістю модуляції називається кількість модуляцій за секунду, а символом — одиниця інформації, яка була передана за одну модуляцію. Носій — це аналоговий сигнал, що модулюється, і він зазвичай має менші показники затухання чи спотворення, ніж немодульований інформаційний сигнал.
До цифрових модемів можна віднести такі пристрої, як CSU/DSU (Channel Service Unit/Data Service Unit), термінальні адаптери ISDN, а також модеми на короткі відстані (Short Range Modem). За виконуваними функціями цифрові модеми дуже схожі на модеми для аналогових каналів зв'язку. За винятком найпростіших, цифрові модеми володіють інтелектуальними функціями і підтримують набір АТ-команд. В першу чергу це стосується цифрових модемів, що працюють на комутованих лініях, наприклад, в мережах ISDN.

## Класифікація модемів
Строгої класифікації модемів не існує і, ймовірно, не може існувати через велику розмаїтість як самих модемів, так і сфер застосування і режимів їхньої роботи. Проте можна виділити ряд ознак, за якими і провести умовну класифікацію. До таких ознак або критеріїв класифікації можна віднести такі: область застосування; функціональне призначення; тип використовуваного каналу; конструктивне виконання; підтримка протоколів модуляції, виправлення помилок і стиску даних. Можна виділити ще безліч, більш детальних, технічних ознак, таких як: застосовуваний спосіб модуляції, інтерфейс сполучення з DTE і так далі.

### Відповідно до галузі застосування
Сучасні модеми можна розділити на декілька груп:
- для комутованих телефонних каналів;
- для виділених (що орендуються) телефонних каналів;
- для фізичних сполучних ліній:
  - модеми низького рівня (лінійні драйвери) або модеми на короткі відстані (short range modems),
  - модеми основної смуги (baseband modems);
- для цифрових систем передачі (CSU/DSU);
- для стільникових систем зв'язку;
- для пакетних радіомереж;
- для локальних радіомереж.

Переважна більшість модемів, що випускаються, призначена для використання на комутованих телефонних каналах, вони повинні уміти працювати з автоматичними телефонними станціями (АТС), розрізняти їхні сигнали і передавати свої сигнали набору номера.
Основна відмінність модемів для фізичних ліній від інших типів модемів полягає в тому, що смуга пропускання фізичних ліній не обмежена значенням 3,1 кГц, характерним для телефонних каналів, проте смуга пропускання фізичної лінії також є обмеженою і залежить в основному від типу фізичного середовища і її довжини.
З погляду використовуваних для передачі сигналів, модеми для фізичних ліній можуть бути розділені на ‘модеми низького рівня’ (лінійні драйвери), що використовують цифрові сигнали, і ‘модеми з «основної смуги» (baseband)’, в яких застосовуються методи модуляції, аналогічні вживаним в модемах для телефонних каналів.
Модеми для цифрових систем передачі нагадують модеми низького рівня. Проте, на відміну від них, забезпечують підключення до стандартних цифрових каналів, таких як E1/T1 або ISDN, і підтримують функції відповідних канальних інтерфейсів. 

Модеми для стільникових систем зв'язку відрізняються компактністю виконання і підтримкою спеціальних протоколів модуляції і виправлення помилок, що дозволяють ефективно передавати дані в умовах стільникових каналів з високим рівнем перешкод і параметрами, що постійно змінюються. Серед таких протоколів виділяються ZYCELL, ETC і MNP10.
Пакетні радіомодеми призначені для передачі даних через радіоканал між мобільними користувачами. При цьому декілька радіомодемів використовують один і той же радіоканал в режимі множинного доступу, наприклад, множинного доступу з контролем що несе, відповідно до ITU-T AX.25. Радіоканал за своїми характеристиками близький до телефонного і організовується з використанням типових радіостанцій, налаштованих на одну і ту ж частоту в діапазоні ультракоротких або коротких хвиль. Пакетний радіомодем реалізує методи модуляції і множинного доступу.
Локальні радіомережі є швидкорозвиваючою перспективною мережевою технологією, яка доповнює звичайні локальні мережі. Ключовим їхнім елементом є спеціалізовані радіомодеми (адаптери локальних радіомереж). На відміну від раніше згаданих пакетних радіомодемів, такі модеми забезпечують передачу даних на невеликі відстані (до 300 м) з високою швидкістю (2—10 Мбіт/с), зіставною із швидкістю передачі в дротяних локальних мережах. Крім того, радіомодеми локальних радіомереж працюють в певному діапазоні частот із застосуванням сигналів складної форми, таких як сигнали з псевдовипадковою перебудовою робочої частоти.

### Щодо методу передачі
За методом передачі модеми діляться на асинхронні та синхронні. Кажучи про синхронний або асинхронний метод передачі, зазвичай мають на увазі передачу через канал зв'язку між модемами. Проте передача через інтерфейс DTE—DCE також може бути синхронною і асинхронною. Модем може працювати з комп'ютером в асинхронному режимі і одночасно з віддаленим модемом — в синхронному режимі або навпаки. У такому разі іноді говорять, що модем синхронно-асинхронний або він працює в синхронно-асинхронному режимі. 

Як правило, синхронізація реалізується одним з двох способів, пов'язаних із тим, як працюють тактові генератори відправника і одержувача: 
незалежно один від одного (асинхронно) або погоджено (синхронно). 

Асинхронний режим передачі використовується головним чином тоді, коли передавані дані генеруються у випадкові моменти часу, наприклад користувачем. При такій передачі одержуючий пристрій повинен відновлювати синхронізацію на початку кожного отримуваного символу Такий асинхронний режим часто застосовується при передачі даних через інтерфейс DTE—DCE. При передачі даних через канал зв'язку можливості застосування асинхронного режиму передачі багато в чому обмежені його низькою ефективністю і необхідністю використання при цьому простих методів модуляції, таких як амплітудна і частотна. 

При синхронному методі передачі здійснюють об'єднання великої кількості символів або байт в окремі блоки, або кадрів. Весь кадр передається як один ланцюжок бітів без яких-небудь затримок між восьмибітовими елементами. Щоб пристрій, який приймає, міг забезпечити різні рівні синхронізації, повинні виконуватися такі вимоги:

- Передавана послідовність бітів не повинна містити довгих послідовностей нулів або одиниць для того, щоб приймаючий пристрій міг стійко виділяти тактову частоту синхронізації.
- Кожен кадр повинен мати зарезервовані послідовності бітів або символів, що відзначають його початок і кінець.

Існує два альтернативні методи організації синхронного зв'язку: символьно- або байт-орієнтовний, і біт-орієнтований. Відмінність між ними полягає в тому, як визначаються початок і кінець кадру. При біт-орієнтованому методі одержувач може визначити закінчення кадру з точністю до окремого біта або байта (символу). 

Окрім високошвидкісної передачі даних, власне, через фізичні канали, синхронний режим часто застосовується і для передачі через інтерфейс DTE — DCE. В цьому випадку для синхронізації використовуються додаткові інтерфейсні ланцюги, через які передається сигнал тактової частоти від відправника до одержувача.

### Щодо інтелектуальних можливостей
За інтелектуальними можливостями можна виокремити модеми: 

- без системи управління;
- що підтримують набір АТ-команд;
- з підтримкою команд V. 25bis;
- з фірмовою системою команд;
- підтримуючі протоколи мережевого управління.

Більшість сучасних модемів наділена широким спектром інтелектуальних можливостей. Стандартом стала безліч АТ-команд, розроблених свого часу фірмою Hayes і що дозволяє користувачеві або прикладному процесу повністю управляти характеристиками модема і параметрами зв'язку. З цієї причини модеми, що підтримують АТ-команди, носять назву Hayes-сумісних модемів. 

Найбільш поширеним набором команд, що дозволяє управляти режимами встановлення з'єднання і автовиклику, є команди рекомендації ITU-T V. 25bis. 

Спеціалізовані модеми для промислового застосування часто мають фірмову систему команд, відмінну від набору АТ-команд. Причиною є велика відмінність в режимах роботи і виконуваних функціях між модемами широкого застосування і промисловими (мережевими) модемами. 

Промислові модеми часто підтримують протокол мережевого управління SMNP (Simple Manager Network Protocol), що дозволяє адміністраторові управляти елементами мережі (включаючи модеми) з видаленого терміналу.

### За конструкцією
За конструкцією розрізняють модеми:
- зовнішні;
- внутрішні;
- портативні;
- групові.

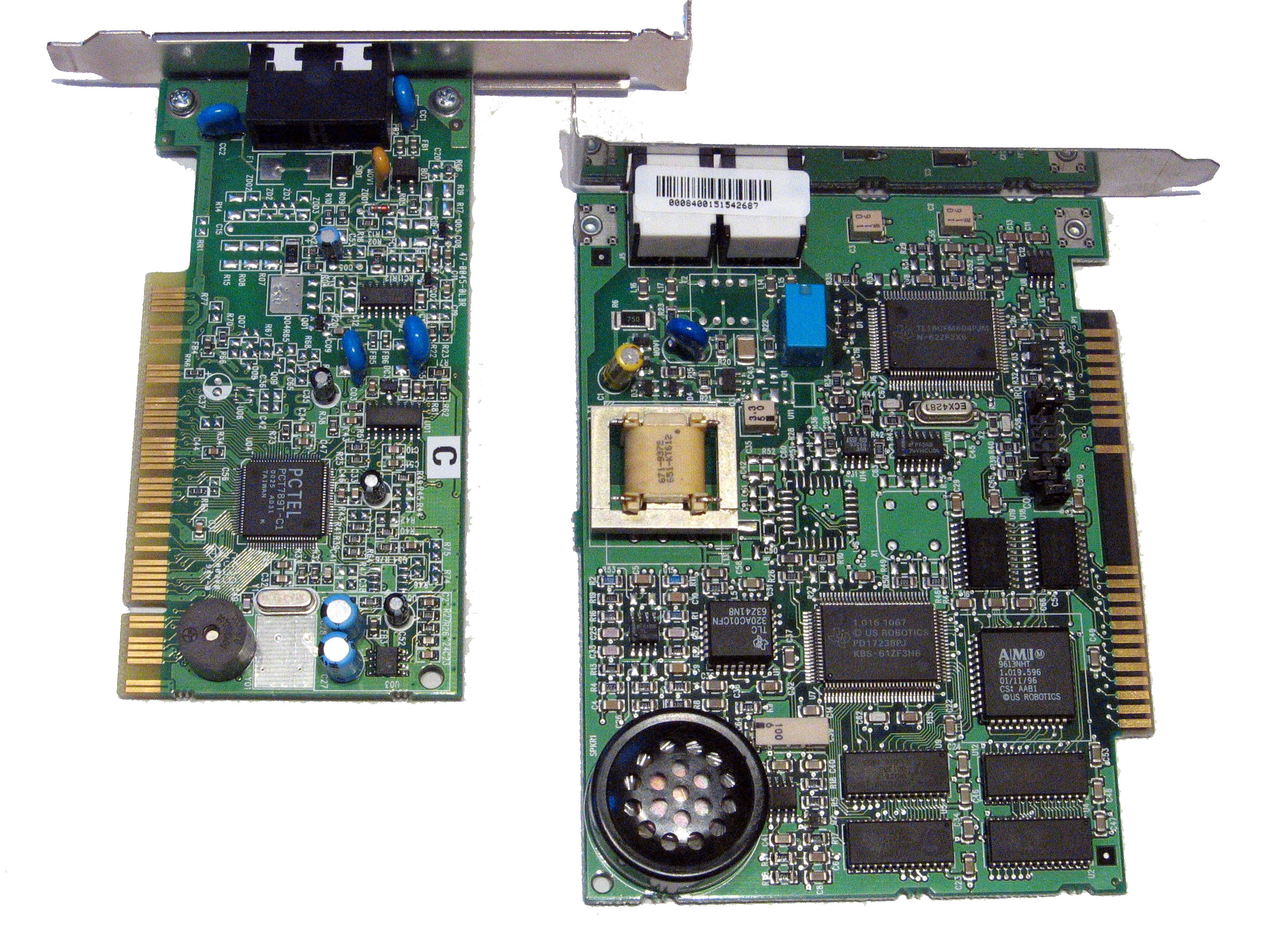
Внутрішні модеми для шин PCI та ISA

Зовнішніми модемами є автономні пристрої, що підключаються до комп'ютера, або іншого DTE за допомогою одного із стандартних інтерфейсів DTE—DCE. Внутрішній модем — це плата розширення, що вставляється у відповідний слот комп'ютера.
Портативні модеми призначені для використання мобільними користувачами спільно з комп'ютерами класу Notebook. Вони відрізняються малими габаритами і високою ціною. Їх функціональні можливості, як правило, не поступаються можливостям повнофункціональних модемів. Часто портативні модеми оснащені інтерфейсом PCMCIA.
Груповими модемами називають сукупність окремих модемів, що об'єднані в загальний блок і мають загальний блок живлення, пристрої управління і відображення. Окремий модем групового модема є платою з роз'ємом, що встановлюється в блок, і розрахований на один або невелике число каналів.

## Будова сучасних модемів
Відомості про внутрішню архітектуру сучасних модемів не настільки доступні, як, наприклад, інформація про пристрій персональних комп'ютерів. Однією з причин цього є відсутність промислових стандартів на конструкцію модемів. Інша причина — сучасні модеми, як правило, будуються на наборах спеціалізованих мікросхем, які реалізують основні модемні функції. Число виробників наборів модемних мікросхем значно менше числа виробників власне модемів. Основними виробниками спеціалізованих наборів є фірми Rockwell, Intel, AT&T, Sierra Semiconductor, National Semiconductor, Motorola, Exar і деякі інші. Ряд відомих компаній, таких як U. S. Robotics, Telebit, ZYXEL, самостійно займається розробкою і виробництвом модемних мікросхем для своїх потреб. Деякі виробники при побудові модемів використовують мікросхеми загального призначення — цифрові процесори і мікроконтролери.
DTE (англ. Data Terminal Equipment) — кінцеве (термінальне) устаткування даних. Термін застосовується для маркування пристроїв, які використовують мережу. DTE підключається до мережі через апаратуру передачі даних (DCE).
DCE (англ. Data Communication Equipment) — апаратура передачі даних. Забезпечення встановлення, підтримку і розрив з'єднання з мережею. Для зв'язку між DTE і DCE використовується уніфікований цифровий інтерфейс.
Порт інтерфейсу DTE-DCE забезпечує взаємодію з DTE. Якщо модем внутрішній, замість інтерфейсів DTE-DCE може застосовуватися інтерфейс внутрішньої шини комп'ютера ISA. Порт канального інтерфейсу забезпечує узгодження електричних параметрів з використовуваним каналом зв'язку. Канал може бути аналоговим або цифровим, із дво- або чотирипровідним закінченням.
Універсальний процесор виконує функції керування взаємодією з DTE і схемами індикації стану модему. Саме він виконує відіслані для DTE АТ-команди і керує режимами роботи інших складових частин модема. Також універсальний процесор може реалізовувати операції компресії/декомпресії переданих даних.
Описаний розподіл функцій між складовими частинами модема може бути, і швидше за все буде, зовсім не таким, яке реалізоване у вашому конкретному модемі. Проте внутрішньою начинкою сучасного модема всі ці функції, в тій чи іншій мірі, повинні виконуватися.
Інтелектуальні можливості модему визначаються, в основному, типом використовуваного PU і мікропрограмою керування модемом, що зберігається в ROM. Шляхом заміни або перепрограмовування ROM іноді можна досягти істотного поліпшення певних характеристик конкретної моделі. Такого роду модернізація деяких моделей може забезпечити підтримку нових протоколів або сервісних функцій, таких як автоматичне визначення номера (АВН) головного абонента. Для полегшення такої модернізації останнім часом замість мікросхем ROM стали широко застосовуватися мікросхеми флеш-пам'яті (FlashROM).
Схема ERPROM дозволяє зберігати установки модему в так званих профілях (англ. profile) модема на час його вимикання. Пам'ять RAM інтенсивно використовується для тимчасового збереження даних і виконання проміжних обчислень як універсальним, так і цифровим сигнальним процесорами.
На сигнальний процесор, як правило, покладаються задачі з реалізації основних функцій протоколів модуляції (кодування спецкодом, відносне кодування, скремблювання і т. д.), за винятком хіба що власне операцій модуляції/демодуляції. Останні операції звичайно виконуються спеціалізованим модемним процесором.

## Протоколи модемного зв'язку
При установці зв'язку між двома комп'ютерами модеми повинні домовитися між собою про швидкість зв'язку, корекцію помилок і стиснення даних. Для цього й існують протоколи — стандартизовані алгоритми роботи модема.

### Перелік стандартних протоколів
- V.21 — Стандартні протоколи, затверджені Міжнародним телекомунікаційним союзом (ITU).
- V.22 — Забезпечує швидкість передачі даних 300 біт/с в дуплексному режимі. Допускає також передачу факсимільних повідомлень.
- V.22bis — Швидкість становить 1200 біт/с в напівдуплексному режимі.
- V.23 — Друга редакція протоколу V.22, відрізняється збільшеною швидкістю 2400 біт/с і допускає дуплексний режим.
- V.29 — Асиметричний протокол 75 біт/с у висхідному (від користувача) каналі і 600 або 1200 біт/с — у низхідному. В кінці 1980-х — початку 1990 безліч тих, що випускалися тоді нестандартних модемів, що використали нестандартну, як правило — модуляцію, що реалізовується програмно, маркувалися як відповідні стандарту «V.23 mode 2». На практиці вони не були сумісні між собою, а реальна швидкість роботи швидшого каналу могла коливатися від 300 до 5600 біт/с. Найбільш відомим представником такого типу модемів були модеми Лександ. Модифікація протоколу V.23 дозволяє міняти висхідний і низхідний канал місцями в процесі роботи використовується у французькій комп'ютерній мережі Мінітель (фр. Minitel)

- V.32 — Асиметричний протокол 2400/2400-4800-7200-9600, що дозволяє перемикати напрям в якому працює швидкісніший канал в процесі роботи. Є стандартним для факсів, але в модемах великого розповсюдження не отримав у зв'язку з нижчою перешкодостійкістю, ніж V.32 і поряд проблем з патентами.

- V.32bis — Дуплексний режим. швидкість 4800 і 9600 біт/с, допускає автоматичну настройку швидкості передачі.
- V.34 — Розширення V.32 до швидкості 14400 біт/с
- V.34bis — Дуплексний протокол, максимальна швидкість 28800 біт/с. Може також підтримувати 24000 і 19200 біт/с.
- V.42 — Інша назва — V.34+. Максимальна швидкість 33600 біт/с. Знижені швидкості: 31200, 24000 і 19200 біт/с.
- V.42bis — Протокол виявлення і корекції помилок для передачі даних з високими швидкостями.
- V.44 — Протокол стиснення даних. Допускає перемикання з режиму стиснення в прозорий режим і назад, причому незалежно для кожного напряму.
- V.70 — Протокол стиснення даних.
- V.80 — Забезпечує одночасну передачу голосу і даних.
- V.90 — Протокол відеозв'язку. Забезпечує швидкість передачі відео до 10-15 кадрів за секунду.
- V.92 — Дуплексний асиметричний високошвидкісний протокол передачі. Швидкість в прямому напрямі досягає 56000 біт/с, а в зворотному — 33600 біт/с.

Найсучасніший протокол. Швидкість в прямому напрямі 56000 біт/с, а в зворотному — 48600 біт/с.

### Нестандартизовані протоколи
Крім протоколів, затверджених ITU, існує множина інших, які були розроблені виробниками устаткування або ж прийняті в якійсь країні.
Bell 103 і Bell 212A — застосовувалися в США замість V.21 і V.22 відповідно
HST — фірмовий стандарт компанії U.S.Robotics.
K56flex і x2 — Одночасно розроблені компаніями Lucent і Rockwell з одного боку і Motorola з іншою.
- V.17 — Підтримують швидкість зв'язку до 56 кбіт/с, але взаємно несумісні. Для зв'язку доводилося використовувати V.34.

Протоколи передачі факсимільних повідомлень
- V.27ter — Швидкість до 14400 біт/с, використовується в сучасних модемах, але оскільки більшість факсимільних апаратів розрахована на 9600 біт/с, на практиці переваг не дає.

- V.29 — Швидкість 2400—4800 біт/с, зустрічається в старих модемах, але його підтримують і багато сучасних модемів.

Швидкість 7200—9600 біт/с підтримують всі сучасні модеми.

## Лінійне кодування
Дані користувача, що поступають від DTE, вже є представленими в уніполярному або біполярному коді без повернення до нуля, — NRZ (NonReturn to Zero). При передачі даних на великі відстані в коді NRZ виникають наступні проблеми.

- З часом наростає постійний струм, що блокується деякими електричними пристроями цифрового тракту, наприклад, трансформаторами, що приводить до спотворення передаваних імпульсів.
- Зміна постійного струму в ланцюзі негативно позначається на функціонуванні пристроїв, одержуючих живлення з лінії (репітери або CSU).
- Передача довгих серій нулів або одиниць приводить до порушення правильної роботи пристроїв синхронізації.
- Відсутня можливість контролю помилок на рівні фізичного каналу.

Перераховані проблеми вирішуються за допомогою лінійного кодування. Параметри отримуваного лінійного сигналу повинні бути узгоджені з характеристикою використовуваної лінії і відповідати ряду наступних вимог. 

- Енергетичний спектр лінійного сигналу повинен бути якомога вужчий. У ньому повинна бути відсутньою постійна складова, що дозволяє підвищити точність або дальність передачі.
- Структура лінійного сигналу повинна забезпечувати можливість виділення тактової частоти на приймальній стороні.
- Необхідно забезпечити можливість постійного контролю за помилками на рівні фізичної лінії.
- Лінійний код повинен мати достатньо просту технічну реалізацію.

Формування необхідного енергетичного спектру може бути здійснене відповідною зміною структури імпульсної послідовності і вибором потрібної форми імпульсів. Наприклад, навіть скорочення тривалості імпульсів в два рази удвічі зменшує рівень постійної складової і збільшує рівень тактової складової в спектрі такого сигналу.

Розрізняють неалфавітні (1В1Т) і алфавітні (mBnT) коди (В — двійкова, Т — трійкова підстановка кодів). При m>n швидкість передачі знижується. Граничною перешкодостійкістю володіють сигнали, елементи яких рівні, але протилежні по полярності.

Сигнал з чергуванням полярності імпульсів AMI (Alter nete Mark Inversion) отримують з двійкового в результаті перетворення, при якому нулі початкового двійкового коду передаються імпульсами нульової амплітуди, а одиниці — імпульсами полярності, що чергується, і удвічі меншої тривалості. Сигнали з кодом AMI вимагають роздільної регенерації позитивних і негативних імпульсів при їх відновленні в приймачах і репітерах. Інформація про синхронізуючий сигнал, як правило, виділяється після випрямляння сигналу в резонансному пристрої синхронізації. Недоліком кодування AMI є те, що при появі в інформаційній послідовності серії «нулів» різко знижується рівень синхронізуючої складової сигналу, що приводить до зриву синхронізації. 

Найбільш широкого поширення набули дворівневі лінійні коди з подвоєнням швидкості передачі класу 1В2в (перетворення групи з одного дворівневого символу в групу з двох дворівневих символів), що володіють високими перешкодозахисними властивостями, простотою перетворення і виділення тактової частоти. Проте частота проходження імпульсів і необхідна смуга частот передачі удвічі перевищує частоту проходження для початкової двійкової послідовності. До таких кодів відносяться коди манчестер, DMI, CMI, NEW, код Міллера (М), М, код вітчизняного стику С1-і (С1-фл-бі) і ряд інших менш популярних.

Код манчестер характеризується однозначною відповідністю послідовності чергування імпульсів усередині тактового інтервалу. А саме, «1» початкового цифрового сигналу передається нульовим імпульсом в першому напівтактовому інтервалі і одиничним — в другому.